# Abadía territorial de Santa María de Grottaferrata
La abadía territorial de Santa María de Grottaferrata o anteriormente abadía griega de San Nilo (en latín: Abbatia Territorialis B. Mariae Cryptaeferratae y en italiano: Abbazia territoriale di Santa Maria di Grottaferrata) es una circunscripción eclesiástica de la Iglesia católica en Italia. Se trata de una abadía territorial bizantina inmediatamente sujeta a la Santa Sede. Desde el 4 de noviembre de 2013 es sede vacante y su administrador apostólico es el cardenal arzobispo Marcello Semeraro.

## Territorio y organización

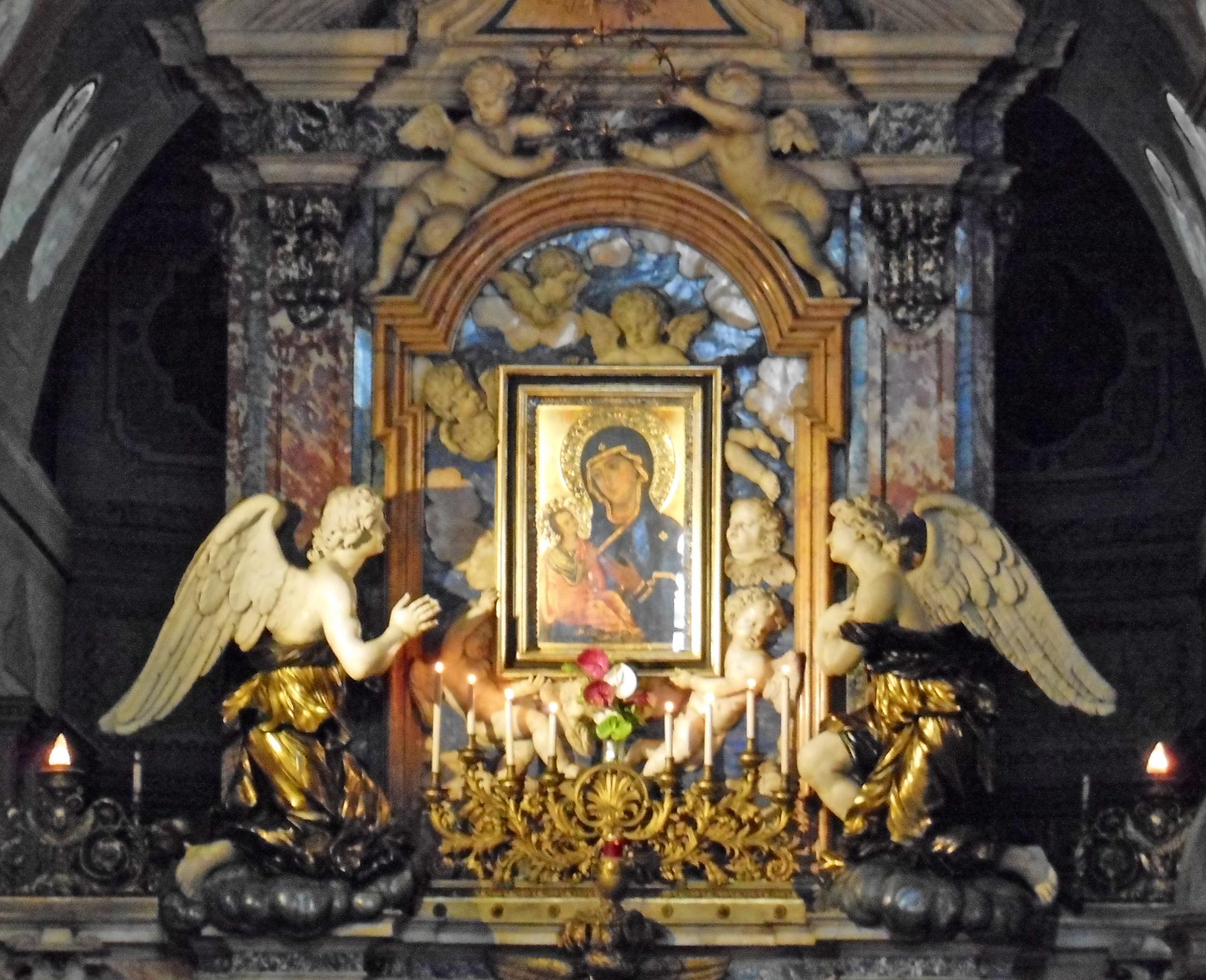
Interior de la iglesia abacial

La abadía territorial tiene 1 km² y extiende su jurisdicción sobre los fieles católicos de rito bizantino residentes en el terreno de la abadía en la comuna de Grottaferrata, en la provincia de Roma de la región del Lacio. Pertenece a la Orden basiliana de Grottaferrata, que sigue la regla de san Basilio. Está presente también la orden femenina de las Basilianas Hijas de Santa Macrina.
La sede de la abadía territorial se encuentra en Grottaferrata, en el área metropolitana de Roma, en donde se halla la Catedral abacial de Santa María de Grottaferrata. Como un monumento nacional, está protegida por el Ministero per i beni e le attività culturali.
En 2021 en la abadía territorial existía 1 parroquia, la abadía.

## Historia
La abadía fue fundada en 1004 por san Nilo de Rossano, a quien está dedicada, cincuenta años antes del Cisma de Oriente.
El abad Nilo, nacido en la Calabria bizantina y por tanto griego de origen y rito, fundador de varios monasterios, decidió fundar un monasterio en las colinas de Tuscolo, sobre las ruinas de una gran villa romana, donde según la tradición se le había aparecido la Virgen María.
La abadía no fue vista terminada por san Nilo de Rossano, ya que murió en Tuscolo al año siguiente de su llegada a la actual zona de Grottaferrata. Las obras se completaron bajo la dirección de san Bartolomé, cofundador de la abadía. Las reliquias de Bartolomé aún deberían encontrarse en la abadía, aunque no se encontraron junto con las de Nilo.
Los primeros archimandritas de la abadía después de san Nilo, que nunca fue higúmeno, fueron Pablo, Cirilo y san Bartolomé el Joven: bajo su dirección la abadía se enriqueció con condecoraciones, riquezas y posesiones: en tiempo breve, 25 iglesias filiales repartidas por el centro-sur de Italia dependían de Grottaferrata. Sólo algunos años después de su fundación el monasterio ya albergaba alrededor de 200 monjes basilianos, y las continuas donaciones llevaron al archimandrita a controlar vastos territorios en el Lacio y el sur de Italia: los feudos campanos de Rofrano en la diócesis de Policastro y Conca della Campania en la diócesis de Caserta, los castillos del Lacio de Castel de' Paolis en la diócesis suburbicaria de Albano y de Borghetto di Grottaferrata en la diócesis suburbicaria de Frascati, las aldeas calabresas de Cotrone, Ungolo y Baracala en la arquidiócesis de Cosenza, las rectorías de Diano (hoy Teggiano) y Saxano en la diócesis de Capaccio, las granjas de San Salvatore en la diócesis suburbicaria de Albano y de Colle Peschio en la diócesis suburbicaria de Velletri y el monasterio de Morbino en la diócesis de Venosa. La abadía también obtuvo el reconocimiento de muchos papas de su autonomía respecto de los cardenales obispos de la diócesis suburbicaria de Frascati. En 1462 el cardenal Basilio Besarión fue nombrado primer abad comendatario de la abadía.
A partir del siglo XVII, pero sobre todo entre finales del siglo XVIII y durante todo el siglo XIX, la abadía vivió un momento decisivo de florecimiento espiritual, con numerosos monjes procedentes de las colonias albanesas de Italia, practicando los arbëreshë el rito oriental (de las comunidades de Sicilia y Calabria). Estos monjes, a raíz de la fe oriental, mantuvieron vivo el rito bizantino, suprimiendo el peligro del colapso ritual ahora centenario. Los monjes italo-albaneses sustituyeron a la antigua guardia latina y latinizadora que había ocupado un amplio espacio en Grottaferrata, contribuyendo al renacimiento de la abadía y convirtiéndose en notables paleógrafos, liturgistas y musicólogos, así como entre los principales albanólogos y eruditos bizantinos del período.
Muchos de sus monjes, hieromonjes y archimandritas más ilustres son italo-albaneses: Lorenzo Tardo, Sofronio Gassisi, Cosma Buccola, Bartolomeo Di Salvo, Gregorio Stassi, Paolo Matranga, Basilio Norcia, Nilo Borgia, Marco Petta, Nicola Cuccia de la Sicilia albanesa; Saba Abate, Teodoro Minisci, Stefano y Valerio Altimari, Nilo Somma, Emiliano Fabbricatore de la Calabria albanesa. Estos mismos monjes fueron promotores de un cuidadoso ecumenismo entre la Iglesia occidental y la Iglesia oriental, con misiones de paz y recristianización de territorios en los Balcanes que, durante la dominación otomana, pasaron al islam, particularmente en Albania. Los efectos de esta misión, generalmente acogidos de manera positiva por los albaneses, habían creado rápidamente un estrecho puente religioso y cultural entre las comunidades albanesas de Italia y Albania, con el resurgimiento de la Iglesia católica bizantina albanesa y la ordenación de varios sacerdotes. Entre ellos se destacó el mártir y santo de Albania, que amó las comunidades arbëreshë, papas Josif Papamihalli (1912-1948), testigo y apóstol de la fe cristiana oriental, perseguido, arrestado, condenado a trabajos forzados y asesinado durante la dictadura comunista de Albania. Se formó en el pontificio seminario italo-albanés Benedicto XV.
La Santa Sede elevó el monasterio de Grottaferrata a monasterio exárquico en 1937, añadiéndolo como tercera circunscripción de la Iglesia católica bizantina en Italia junto a las ya presentes eparquías de Lungro y Piana, alcanzando así, gracias a la presencia en el abadía de monjes de familias de las comunidades albanesas de Italia, plena observancia del rito bizantino.
En 2004 se cumplieron mil años de la fundación de la abadía de Santa María de Grottaferrata: se organizaron numerosos eventos para conmemorar el acontecimiento, la Ciudad del Vaticano emitió una tarjeta postal especial y Poste Italiane lanzó un sello postal y una cancelación figurativa especial dedicada a san Nilo da Rossano y a la abadía.

## Estadísticas
Según el Anuario Pontificio 2022 la abadía territorial tenía a fines de 2021 un total de 9 fieles sin identificar entre sacerdotes y religiosos.
| Año                                                                             | Población            | Población | Población      | Sacerdotes | Sacerdotes    | Sacerdotes    | Bautizados por sacerdote | Diáconos permanentes | Religiosos | Religiosos | Parroquias |
| Año                                                                             | Bautizados católicos | Total     | % de católicos | Total      | Clero secular | Clero regular | Bautizados por sacerdote | Diáconos permanentes | Varones    | Mujeres    | Parroquias |
| ------------------------------------------------------------------------------- | -------------------- | --------- | -------------- | ---------- | ------------- | ------------- | ------------------------ | -------------------- | ---------- | ---------- | ---------- |
| 1948                                                                            | 95                   | 95        | 100.0          | 17         |               | 17            | 5                        |                      | 34         |            | 1          |
| 1970                                                                            | 85                   | 85        | 100.0          | 18         |               | 18            | 4                        |                      | 30         | 7          | 1          |
| 1980                                                                            | 103                  | 103       | 100.0          | 27         |               | 27            | 3                        |                      | 42         | 9          | 1          |
| 1990                                                                            | 95                   | 102       | 93.1           | 25         |               | 25            | 3                        |                      | 39         | 9          | 1          |
| 1999                                                                            | 98                   | 98        | 100.0          | 15         |               | 15            | 6                        |                      | 25         | 5          | 1          |
| 2000                                                                            | 98                   | 98        | 100.0          | 15         |               | 15            | 6                        |                      | 25         | 5          | 1          |
| 2001                                                                            | 98                   | 98        | 100.0          | 15         |               | 15            | 6                        |                      | 25         | 5          | 1          |
| 2002                                                                            | 98                   | 98        | 100.0          | 15         |               | 15            | 6                        |                      | 25         | 5          | 1          |
| 2003                                                                            | 98                   | 98        | 100.0          | 15         |               | 15            | 6                        |                      | 25         | 5          | 1          |
| 2004                                                                            | 98                   | 98        | 100.0          | 15         |               | 15            | 6                        |                      | 25         | 5          | 1          |
| 2009                                                                            | 87                   | 87        | 100.0          | 10         |               | 10            | 8                        |                      | 15         | 4          | 1          |
| 2013                                                                            | 12                   | 12        | 100.0          | 8          |               | 8             | 1                        | 1                    | 10         | 3          | 1          |
| 2016                                                                            | 12                   | 12        | 100.0          | 9          |               | 9             | 1                        | 1                    | 9          | 3          | 1          |
| 2019                                                                            | 6                    | 6         | 100.0          | 6          |               | 6             | 1                        |                      | 10         |            | 1          |
| 2021                                                                            | 9                    | 9         | 100.0          | ?          |               | ?             | ?                        |                      | ?          |            | 1          |
| Fuente: Catholic-Hierarchy, que a su vez toma los datos del Anuario Pontificio. |                      |           |                |            |               |               |                          |                      |            |            |            |

## Episcopologio (archimandritas)
- Isidoro Croce, O.S.B.I. † (18 de diciembre de 1937-1960 renunció)
- Teodoro Minisci, O.S.B.I. † (23 de julio de 1960-18 de enero de 1972 renunció)
- Paolo Giannini, O.S.B.I. † (1 de agosto de 1972-1992 renunció)
- Marco Petta, O.S.B.I. † (10 de agosto de 1994-2000 retirado)
- Emiliano Fabbricatore, O.S.B.I. (31 de enero de 2000-4 de noviembre de 2013 retirado)
  - Marcello Semeraro, desde el 4 de noviembre de 2013 (administrador apostólico)